# Sarascelis junquai
Sarascelis junquai là một loài nhện trong họ Palpimanidae. Loài này được phát hiện ở Ivoorkust.